# Philipp Eppel
Philipp Eppel (* 17. März 1907 in Wien; † 28. September 1987 ebenda) war ein österreichischer Orgelbauer.

## Leben
Eppel absolvierte eine Lehre, anschließend war er bei der Wiener Orgelfirma Kauffmann beschäftigt und machte die Meisterprüfung. Nach den Kriegsjahren und einer Tätigkeit in Budapest gründete er in Wien eine Firma für Orgelbau. Er restaurierte bzw. baute zahlreiche alte Orgeln um, aber auch eine Reihe von neuen Orgeln kam aus seiner Firma, wobei er recht bald zum neuzeitlichen Schleifladenbau überging.

## Werkliste (Auswahl)
| Jahr      | Ort                        | Kirche                                      | Bild | Manuale | Register | Bemerkungen |
| --------- | -------------------------- | ------------------------------------------- | ---- | ------- | -------- | --- |
| 1953/1954 | Haugschlag                 | Pfarrkirche Haugschlag                      |      | II/P    | 13       | Erneuerung bzw. Umbau der Orgel unter Verwendung des spätbarocken Orgelgehäuses                                    |
| 1956      | Prottes                    | Pfarrkirche Prottes                         |      | II/P    | 8        | Neubau |
| 1957      | Watzelsdorf                | Pfarrkirche Watzelsdorf                     |      | II/P    | 16       | |
| 1959      | Maria Laach am Jauerling   | Wallfahrtskirche Maria Laach                |      | II/P    | 17       | |
| 1960      | Wien                       | Pfarrkirche Neusimmering                    |      | III/P   | 48       | |
| 1960/1961 | Großrußbach                | Pfarrkirche Großrußbach                     |      | II/P    | 16       | Erneuerung bzw. Umbau der Orgel unter Verwendung des bestehenden Orgelgehäuses von Johann Hencke aus dem Jahr 1743 |
| 1962      | Wien                       | Heilig-Geist-Kirche                         |      | II/P    | 27       | Umbau; mittlerweile durch eine Gollini-Orgel ersetzt                                                               |
| 1962      | Wien-Sievering             | Sieveringer Pfarrkirche                     |      | II/P    | 17       | Disposition |
| 1963      | Höflein (Niederösterreich) | Pfarrkirche Höflein bei Bruck an der Leitha |      | II/P    | 17       | [ 5 ] |
| 1964/1965 | Altlerchenfeld (Wien)      | Altlerchenfelder Pfarrkirche                |      | II/P    | 38       | Umbau der Orgel unter Verwendung des bestehenden Orgelgehäuses von Alois Hörbiger aus dem Jahr 1860                |
| 1965      | Wien-Gumpendorf            | Gumpendorfer Pfarrkirche                    |      | II/P    | 20       | |
| 1966      | Schottenfeld (Wien)        | Schottenfelder Kirche                       |      | II/P    | 20       | Umbau der Orgel unter Verwendung des bestehenden Orgelgehäuses von Franz Xaver Krismann aus dem Jahr 1788          |
| 1969      | Gatterhölzl (Wien)         | Pfarrkirche                                 |      | II/P    | 24       | [ 1 ] [ 6 ] |
| 1969/1970 | Wien                       | Votivkirche in Wien                         |      | II/P    | 20       | neue Chororgel |
| 1970      | Prinzersdorf               | Filialkirche Prinzersdorf                   |      | II/P    | 17       | [ 1 ] [ 9 ] |
| 1973      | Pillichsdorf               | Pfarrkirche Pillichsdorf                    |      | II/P    | 18       | Umbau beziehungsweise Restaurierung der Loyp-Orgel aus dem Jahr 1847.                                              |